# Mauke (Insel)

Traditionelle Gliederung in Distrikte und tapere

Mauke (veraltet Akatokamanava oder Parry’s Island) ist eine Insel im südlichen Pazifischen Ozean, die zur südlichen Gruppe der Cookinseln gehört.
Sie ist die östlichste aller Cookinseln und liegt etwa 280 km nordöstlich der Hauptinsel Rarotonga. Mauke ist ein typisches gehobenes Atoll mit einem zentralen vulkanischen Plateau, welches an der höchsten Stelle rund 30 Meter über dem Meeresspiegel liegt und von einem abgestorbenen Korallenriff umgeben ist. Die Insel hat eine Länge von 6,5 km, eine Breite von ungefähr 4 km sowie eine Fläche von 18,4 km². Im Jahr 2021 bevölkerten 249 Einwohner die Insel.
Auf Mauke gibt es keine asphaltierten Straßen, stattdessen sind sie mit „Sand“ aus gemahlenen Korallen bedeckt. Die Insel hat keinen Hafen, aber den Flugplatz Mauke mit einer Länge von 1592 m, die mehrmals pro Woche von Air Rarotonga angeflogen wird.
Der Name der Insel leitet sich vom Begriff „ma Uke“ (Insel des Uke) ab und referenziert damit den mythischen ersten Siedler Uke aus 'Avaiki. Der erste Europäer auf Mauke war der Missionar John Williams, der die Insel am 23. Juli 1823 mit der Endeavour (nicht zu verwechseln mit James Cooks gleichnamigem Schiff) besuchte. Die britische Flagge wurde zum ersten Mal am 1. November 1888 von der Besatzung der HMS Hyacinth gehisst, und Mauke blieb britisches Protektorat, bis es 1901 annektiert und unter neuseeländische Verwaltung gestellt wurde.

## Gliederung
Mauke gliedert sich in vier traditionelle Distrikte. Vaimutu and Makatea werden nicht weiter untergliedert und entsprechen jeweils einem tapere. Ngatiarua und Areora werden in 6 bzw. 3 tapere untergliedert. Das ergibt insgesamt 11 tapere für die gesamte Insel:

- Ngatiarua District (Norden, untergliedert in 6 tapere: Te Tukunga, Mokoero, Puneua, Ikurua, Arakiropu, Araki)
- Vaimutu District (Osten, entspricht einem tapere)
- Areora District (Süden, untergliedert in 3 tapere: Tukume, Arao, Anua)
- Makatea District (Westen, entspricht einem tapere)

Nukuao im Zentrum der Insel ist Hauptort. Das Dorf nahe dem Anlandeplatz Taunganui im Nordwesten ist Kimiangatau.